# Донченко, Наталья Сергеевна
Ната́лья Серге́евна До́нченко (25 августа 1932, Москва, РСФСР, СССР — 11 июля 2022, Нижний Новгород, Россия) — советская конькобежка. Серебряный призёр Олимпийских игр в Скво-Вэлли (1960) на дистанции 500 м, чемпионка мира на дистанции 500 м. (1952), чемпионка СССР, РСФСР, ВЦСПС, Всемирной универсиады, 7-кратная чемпионка России среди ветеранов в своей возрастной группе. Заслуженный мастер спорта СССР (1960). Выступала ДСО «Водник».

## Биография
Наталья Донченко родилась в Москве в 1932 году, а в 1937 году отца Натальи арестовали, и больше семья его не видела. Мама и Наталья переехали в город Горький. Жили возле стадиона «Водник», на улице Володарского. Жили бедно, игрушек не знали и Наташа, всё свободное время проводила с друзьями во дворах: катались на лыжах и коньках, которые тогда привязывали прямо к валенкам. Однажды к ним подошёл инженер Сормовского завода Сергей Александрович Кольчугин и уговорил записаться в конькобежную секцию стадиона «Водник».
Так в 1945 году Наталья начала заниматься конькобежным спортом. Уже в феврале она приняла участие в первых соревнованиях — открытые старты, где к участию допускались все желающие, в которых победила. «О своей первой победе Наталья Сергеевна говорит, что она была самой значимой в жизни, принесшей ей наибольшую радость, по-детски искреннюю и незабываемую».
В 1946-м в секции появился новый тренер — Евгений Иосифович Летчфорд. Под его началом конькобежная секция стала школой. В 1946 и 1948 годах на первенстве СССР среди школьников стала второй среди 150—200 участников, которые принимали старт в каждой группе мальчиков и девочек. В 18 лет стала членом сборной СССР. В 1951 году Наталья Донченко дебютировала на чемпионате СССР и на Всемирных студенческих играх в Румынии выиграла на дистанции 500 метров, а через год стала сильнейшей в спринтерском забеге на чемпионате мира в Кокколе, но в многоборье осталась на 8-м месте.
Окончила ГПИИЯ в 1954 году по специальности «преподаватель французского языка». Работала школьным учителем в село Михайловка (Алтайский край), в связи с чем прекратила тренировки. В 1955 году вернулась в Горький и стала работать в школе № 48, а затем в 11-й. В 1956 году на сборах в Свердловске познакомилась с конькобежцем Феликсом Доленко, который выступал за Уральский военный округ. В 1957 Наталья и Феликс поженились, в декабре того же года у них родился сын Евгений. А уже в январе 1958 года вернулась к тренировкам, чтобы уже в том же году восстановиться в сборной СССР. В 1959 году Донченко пригласили к участию в чемпионате мира, но она не поехала из-за маленького сына.
В январе 1960 года Наталья участвовала на чемпионате мира в Эстерсунде, заняв там 4-е место в сумме многоборья. В феврале на зимних Олимпийских играх в Скво-Вэлли она заняла второе место на дистанции 500 метров (дисциплина дебютировала в программе Олимпиад у женщин), уступив 0,1 сек Хельге Хаазе из Объединённой германской команды. До 1962 года также участвовала и на чемпионатах СССР, но выше 5-го места не поднималась. В 1963 году ушла из большого спорта и вернулась к преподаванию, в Горьковский институт иностранных языков.
В 1988 году у неё появилась внучка Соня.
11 июля 2022 года знаменитая горьковская конькобежка Наталья Донченко ушла из жизни.

## Награды
- Орден Знак Почёта (07.03.1960) — «за высокие достижения в производстве, научно-исследовательской, государственной, социально-культурной, спортивной и иной общественно-полезной деятельности, а также за проявления гражданской доблести»
- Медаль «За трудовое отличие» (27.04.1957) — «за успехи, достигнутые в деле развития массового физкультурного движения в стране, повышения мастерства советских спортсменов, и успешное выступление на международных соревнованиях»

## Статьи и интервью
- Нескользкая дорожка Натальи Донченко
- Заслуженному мастеру спорта Наталье Сергеевне Донченко — 80 лет!
- Конькобежный роман Архивная копия от 7 января 2014 на Wayback Machine